# Aerojet General X-8
L'Aerojet General X-8 era un razzo-sonda sperimentale suborbitale prodotto dall'azienda aerospaziale statunitense Aerojet realizzato per trasportare un carico utile di 68 kg (150 lb) alla quota di 61,0 km (200.000 ft).
Dall'esperienza acquisita verrà successivamente prodotta la serie di razzi Aerobee.

## Tecnica
Al momento del lancio, veniva attivato un primo motore a razzo a propellente solido in grado di erogare una spinta iniziale di 80 kN (18.000 lb).

Dopo 2,5 secondi  - il tempo necessario per bruciare tutto il combustibile - avveniva il distacco del primo motore e l'accensione di un secondo motore a razzo a propellente liquido. Per 40 secondi veniva fornita una spinta di 12 kN (2.600 lb).

Esaurito il combustibile avveniva la separazione tra il carico utile contenuto nell'ogiva ed il razzo mentre il vettore effettuava un rientro con traiettoria balistica ad arco, l'ogiva rientrava sulla Terra grazie all'ausilio di un paracadute.

La massima velocità conseguibile era di 6.370 km/h (mach 6).

## Versioni
- X-8  - Per un totale di 68 unità prodotte.
- X-8A - Per un totale di 34 unità prodotte.
- X-8B - Una singola unità prodotta.
- X-8C - Per un totale di 2 unità prodotte.
- X-8D - Per un totale di 3 unità prodotte.